# الدوایی

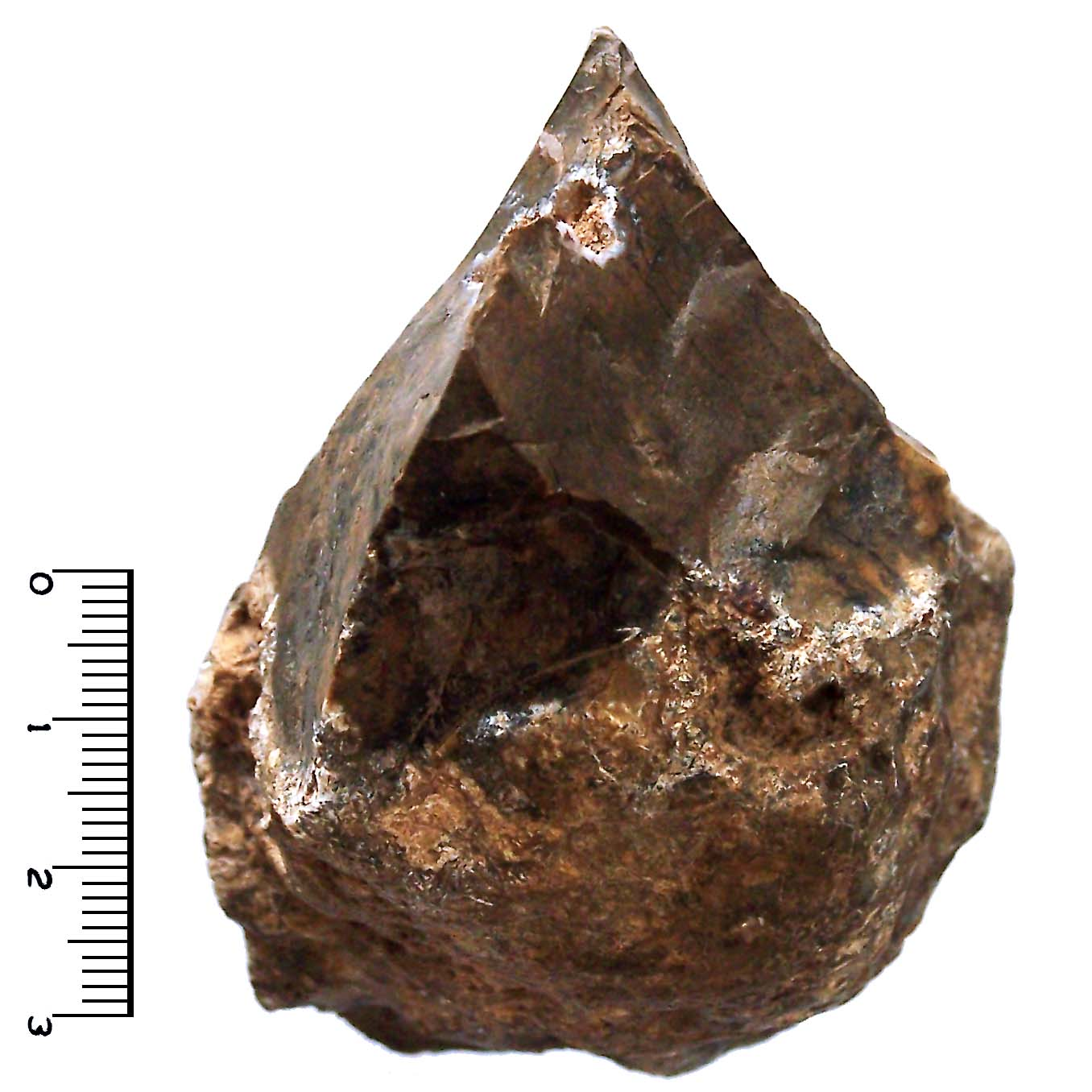
ساطور الدوایی

صنعت یا فرهنگ اُلْدُوایی، صنعت ساختن ابزارهای سنگی مبتنی بر تراشه و ابزارهای ساطوری است. تراشه‌ها و ساطورها از کوفتن چکشی سخت بر قلوه‌سنگی کوچک حاصل می‌آید. صنعت الدوایی کهن‌ترین صنعت شناختهٔ ساختن ابزار سنگی است. آغاز آن حدود ۲٫۶ میلیون سال پیش در شرق آفریقا بود و به یک معنا تا ۲۰٬۰۰۰ سال پیش در بخش‌هایی از دو قارهٔ آفریقا و آسیا برجای می‌بود. ولی به معنای دقیق کلمه دورهٔ الدوایی با آغاز دورهٔ آشولی یعنی ۱٫۶ میلیون سال پیش پایان یافت و تنها منحصر به آفریقا بود. لذا صحیح‌تر آن است که گونه‌های متأخر ابزارهای الدوایی‌وَش به انبودهٔ ابزارهای ساطوری بازخوانده شود. این ابزارها، در فن تولید، مشابه ابزارهای الدوایی‌است. واژهٔ الدوایی برگرفته از تنگ الدوای در شمال تانزانیا ست.
ظهور صنعت الدوایی هم‌زمان با پدیدار شدن سردهٔ انسان بود. پس جای شگفتی نیست که به‌سنت، انسان را سازندهٔ ابزارهای سنگی الدوایی دانسته‌اند؛ ولی امروزه، با توجه به قرائن، فناوری الدوایی خاص انسان دانسته نمی‌شود و گمان می‌رود که پرامردم نیز ابزار الدوایی می‌ساخته‌اند.

## فهرست منابع و مآخذ
- ملک‌شهمیرزادی، صادق (۱۳۸۴)، واژه‌نامهٔ باستان‌شناسی (انگلیسی-فارسی، فارسی-انگلیسی)، به کوشش ویراستهٔ مهرآذر فارسی.، تهران: مرکز نشر دانشگاهی، شابک ۹۶۴-۰۱-۰۸۴۴-۸

### انگلیسی
- Brix, H. James (Editor) (2006), Encyclopedia of Anthropology (به انگلیسی), Sage Publication {{citation}}: |نویسنده= has generic name (help)
- Lewin, Roger (2005), Human Evolution: An Illustrated Introduction (به انگلیسی) (5th ed ed.), Blackwell Publishing {{citation}}: |edition= has extra text (help)
- Sarmiento, Esteban;  et al. (2007), The Last Human: A guide to twenty-two species of extinct humans (به انگلیسی), New Haven and London: Yale University Press {{citation}}: Explicit use of et al. in: |نویسنده= (help)